# Diocesi di Perdices
La diocesi di Perdices (in latino Dioecesis Perdicensis) è una sede soppressa e sede titolare della Chiesa cattolica.

## Storia
Perdices, forse identificabile con le rovine di Aïn-Hamiet nell'odierna Algeria, è un'antica sede episcopale della provincia romana della Mauritania Sitifense.
Sono tre i vescovi documentati di questa diocesi africana. Alla conferenza di Cartagine del 411, che vide riuniti assieme i vescovi cattolici e donatisti dell'Africa romana, furono presenti i vescovi Silvano, per parte cattolica, e Rogato, per parte donatista. Probabilmente il vescovo Silvano è da identificare con l'omonimo vescovo che fu delegato della Mauritania Sitifense, assieme a Luciano, al concilio celebrato a Cartagine il 25 agosto 403. Il nome di Vittorino episcopus Perdicensis compare al 39º posto nella lista dei vescovi della Mauritania Sitifense convocati a Cartagine dal re vandalo Unerico nel 484; Vittorino, come tutti gli altri vescovi cattolici africani, fu condannato all'esilio.
Dal 1933 Perdices è annoverata tra le sedi vescovili titolari della Chiesa cattolica; la sede è vacante dal 7 marzo 2025.

## Cronotassi

### Vescovi residenti
- Silvano † (prima del 403 - dopo il 411)
  - Rogato † (menzionato nel 411) (vescovo donatista)
- Vittorino † (menzionato nel 484)

### Vescovi titolari
- Moisés Alves de Pinho, C.S.Sp. † (17 novembre 1966 - 27 gennaio 1971 dimesso)
- Albert Henry Ottenweller † (17 aprile 1974 - 21 settembre 1977 nominato vescovo di Steubenville)
- Thomas Joseph Costello † (2 gennaio 1978 - 15 febbraio 2019 deceduto)
- Stephano Lameck Musomba, O.S.A. (7 luglio 2021 - 7 marzo 2025 nominato vescovo di Bagamoyo)